# Nobuko Yoshiya
Nobuko Yoshiya (吉屋 信子, Yoshiya Nobuko), préfecture de Niigata, 12 janvier 1896 - Kamakura, 11 juillet 1973) est une romancière japonaise de l'ère Taishō et de l'ère Shōwa. Elle est l'un des écrivains les plus appréciés du grand public japonais moderne, surtout pour ses séries de romans d'amour et ses livres pour adolescentes, et l'un des premiers à aborder le lesbianisme dans la littérature japonaise.

## Biographie
En 1915, Nobuko Yoshiya quitte la préfecture de Tochigi pour Tokyo. Elle participe à quelques réunions de Seito, la première revue féministe au Japon, et y rencontre de nombreuses artistes qui marquent son évolution. Elle adopte alors un style androgyne et une coupe à la garçonne.
En 1916, Nobuko Yoshiya commence la publication de sa série littéraire Hana monogatari, qu'elle achèvera en 1924 avec en tout 52 contes. Elle y raconte des amitiés romantiques entre filles, un style qui devient très populaire auprès des étudiantes japonaises.
Son deuxième livre Yaneura no nishojo, considéré comme fortement autobiographique, est aussi très remarqué. Il raconte l'histoire d’amour entre deux femmes colocataires, qui finissent par s'installer en couple. Dans ses ouvrages suivants, Nobuko Yoshiya traite principalement des mères au foyer au mariage malheureux.
Sa maison à Kamakura est devenue un musée qui lui est dédié.

## Œuvres
- Hana monogatari (花物語?, Contes de la fleur, 1916).
- Yaneura no nishojo (屋根裏の二處女?, Deux Vierges dans le grenier, 1919).
- Otto no Teiso (良人の貞操?, La chasteté d'un mari, 1936–1937).
- Onibi (鬼火?, Le Feu du démon, 1951).
- Atakake no hitobito (安宅家の人々?, La Famille Ataka, 1952), Le Cœur des Ataka, Paris, Stock, 1957.
- Tokugawa no fujintachi (徳川の夫人たち?, Les Femmes de Tokugawa, 1966).
- Nyonin Heike (女人平家?, Les Dames du Heike, 1971).

## Adaptations de ses œuvres au cinéma
- 1939 : Hana tsumi nikki (花つみ日記?) de Tamizō Ishida